# Червоний Маяк (городище)
Червономаяцьке (Бізюкове) городище та моги́льник — пам'ятка археології національного значення, що знаходиться на території села Червоний Маяк Бериславського району Херсонської області на березі Каховського водосховища.
Городища (реєстраційний № 210011Н) з могильниками поруч (реєстраційний № 210012Н) належать до пізньоскіфських пам'яток Нижнього Подніпров'я Малої Скіфії другої половини II ст. до н. е. — середини III ст. н. е.

## Місцезнаходження
Дана пам'ятка археології знаходиться на території села Червоний Маяк Бериславського району на лівому березі балки Пропасної на Херсонщині.

## Історія дослідження
Вперше пам'ятку виявили у середині XIX ст. Все сталось випадково: монахи Бізюкова монастиря тоді розкопали 136 пізньоскіфських могил.

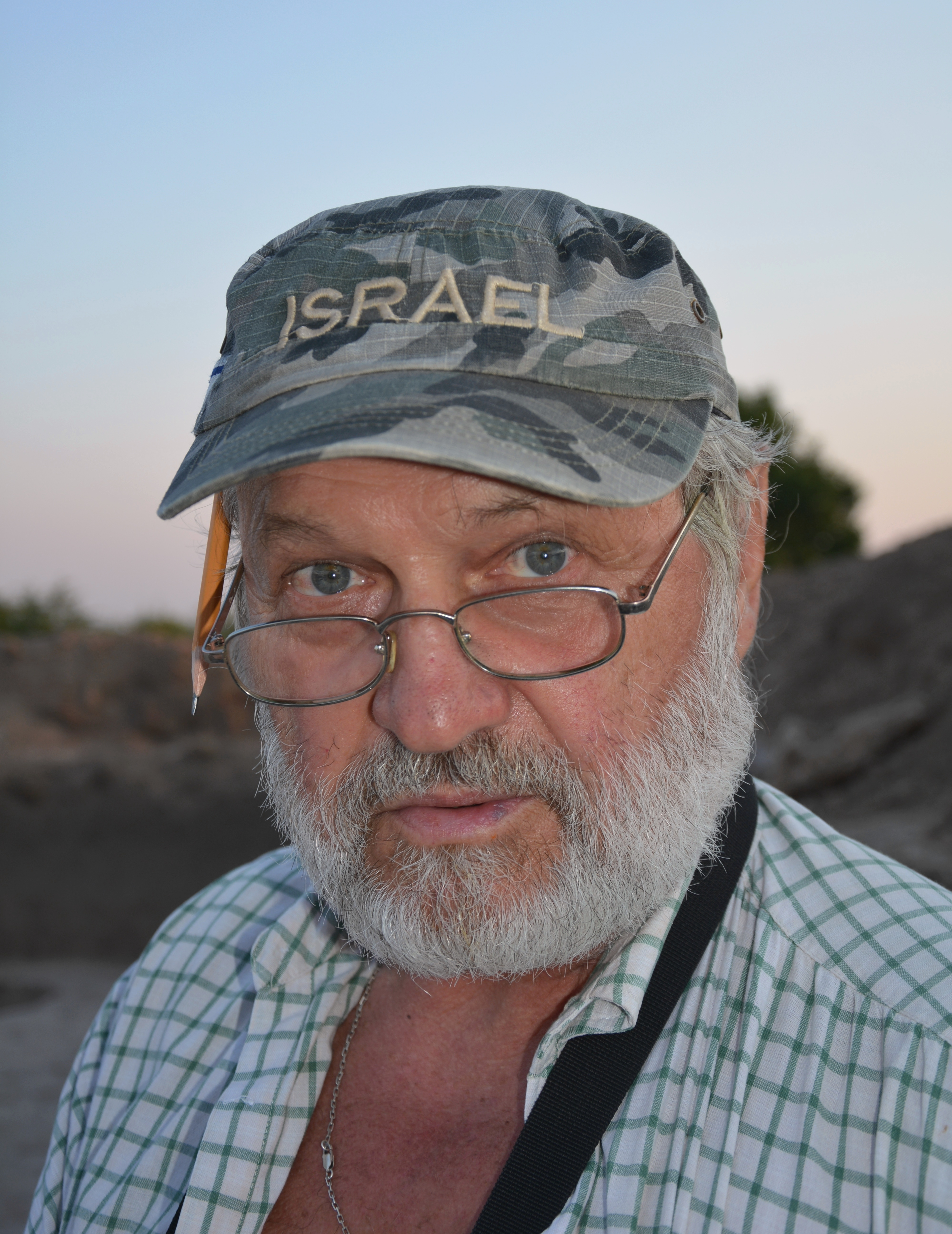
Олександр Симоненко на археологічних розкопках пізньоскіфського некрополя у селищі Червоний Маяк (Херсонська область) улітку 2017 року

Наукове дослідження могильника розпочалось у 1975 році, коли при будівництві нової частини села його виявив Олександр Бодянський. Два наступні роки (1976—1977 рр.) розкопки могильника проводив московський археолог Е. О. Симонович. Через десятиліття вивчення продовжила у 1986—1988 роках його колега О. О. Гей (також з Москви). Всього за радянських часів було досліджено 108 поховань.

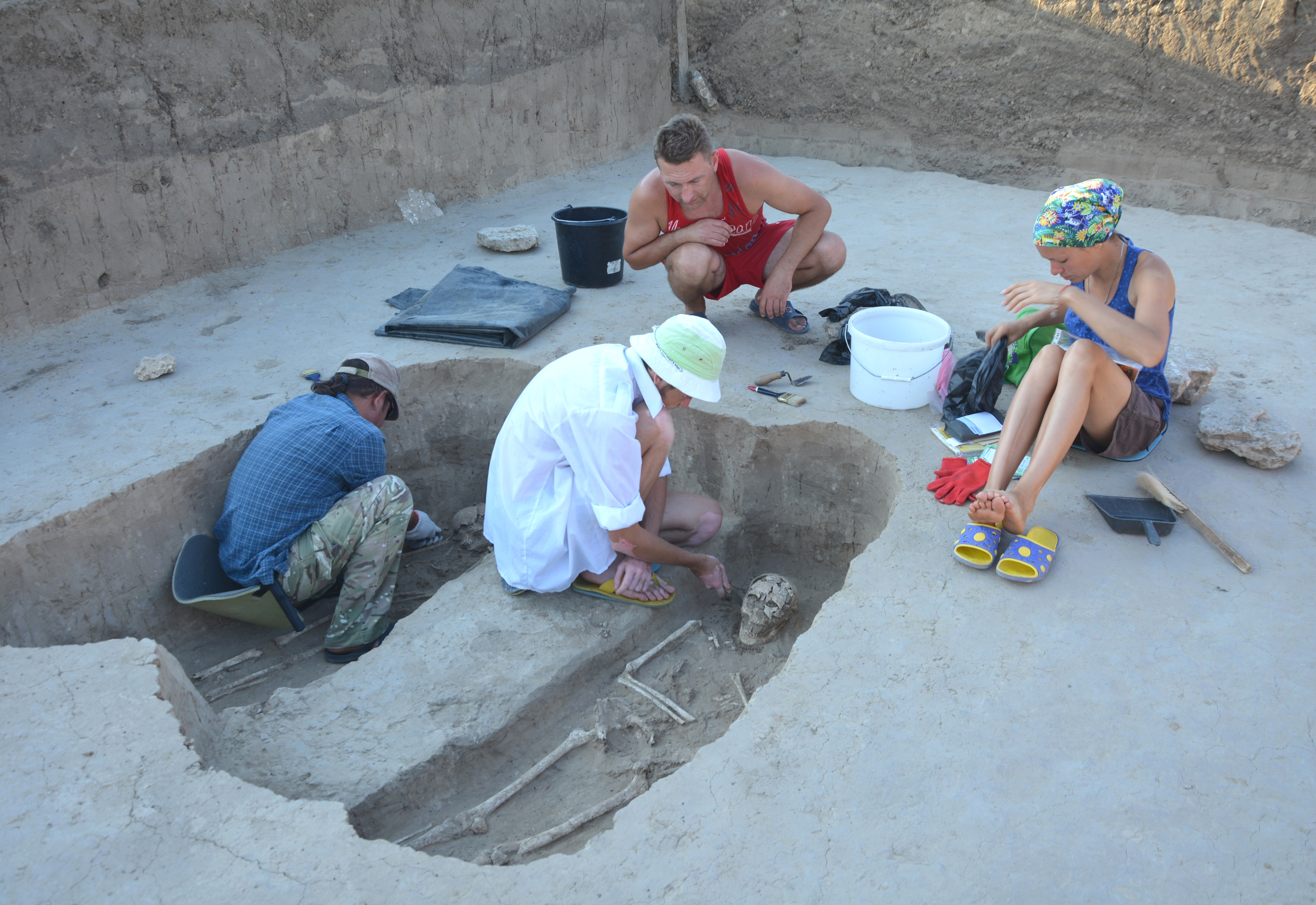
Археологи працюють із скелетами похованих у пізньоскіфському некрополі у селищі Червоний Маяк

За наступні півтора десятиліття було розграбовано та сплюндровано майже 200 могил. Нарешті, у 2011 році наукові дослідження могильника відновила Пізньоскіфська археологічна експедиція Інституту археології НАН України під керівництвом доктора історичних наук, відомого археолога Олександра Симоненка .
Дослідження тривають щороку протягом місяця (червень або липень) завдяки фінансуванню Херсонської обласної державної адміністрації. Знайдений матеріал зберігається у Херсонському історико-археологічному музеї.
Загалом за всі роки розкопок на могильнику досліджено 155 поховань II століття до н. е. — IV ст. н.е: катакомби (земляні склепи), підбійні могили, могили в простих ямах.

## Опис

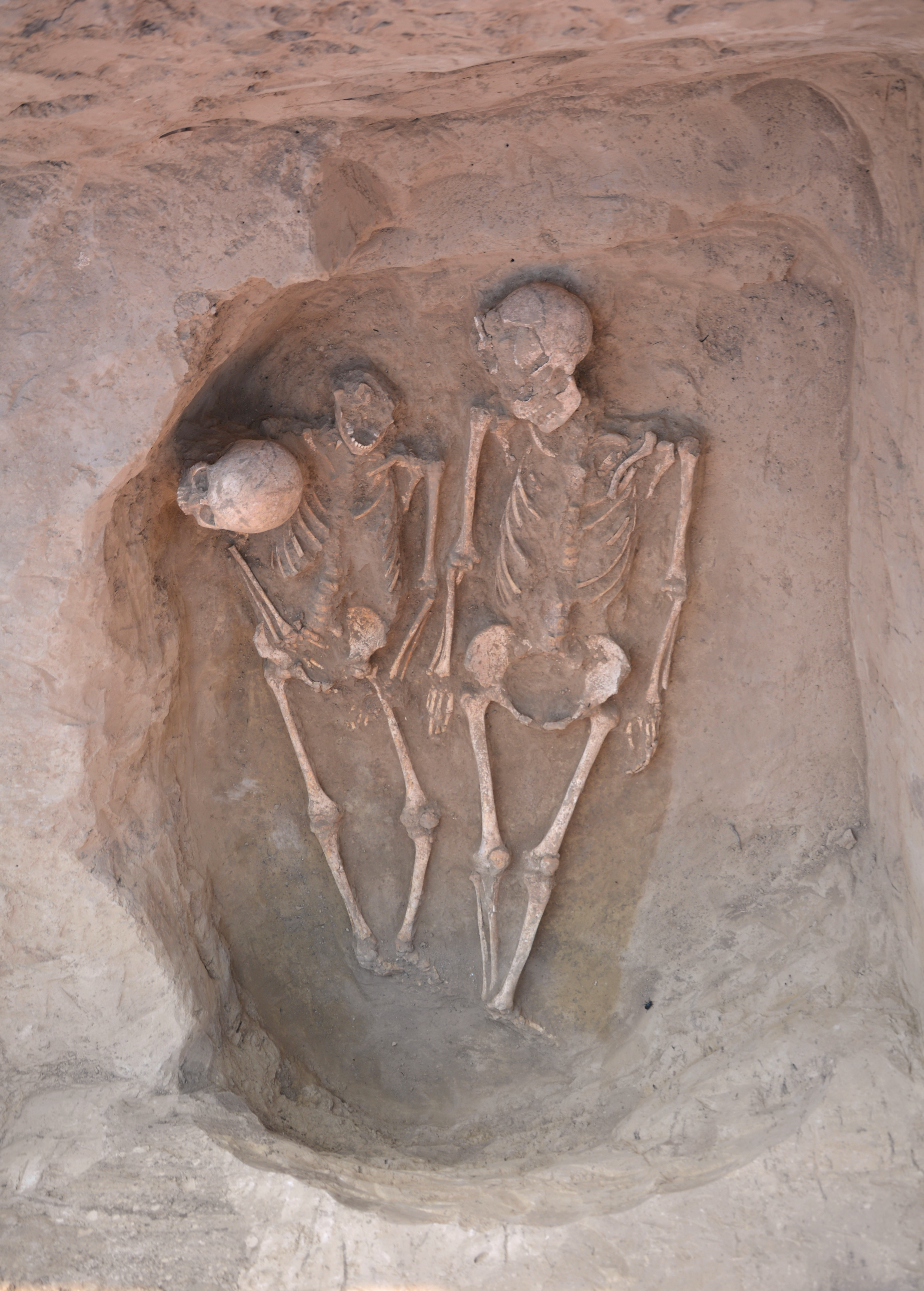
Подвійне поховання, досліджене у червні-липні 2017 року у археологічних розкопках пізньоскіфського некрополя у селищі Червоний Маяк (Херсонська область)

Пізньоскіфське городище, що знаходилось на території нинішнього села Червоний Маяк на Херсонщині, можливо, згадується в праці Клавдія Птолемея як місто Амадока. Червономаяцьке городище — одне з 15 городищ, що ланцюжками розташовані по обидва береги Дніпра від Золотобалківського до Понятівського по правому берегу і від Знам'янського до Любимівського — по лівому. Пізньоскіфська культура Низового Дніпра виникла у II ст. до н. е. і існувала до IV ст. н. е.
Червономаяцьке городище, укріплене потужною оборонною стіною (залишки кам'яних споруд дійшли до нашого часу) має площу 3 га. Головна маса населення жила у передмісті навколо городища.
Приміщення городища прямокутні у плані, орієнтовані за віссю схід—захід, кладки цоколя стін, завширшки від 0,5 до 1 метра, збереглися на висоту до 0,5—0,7 м (максимально 4 ряди каменю). На північ від приміщень розташовуються «господарчі двори».
Неподалік від селища знаходяться два ґрунтових могильника пізньоскіфського часу, зокрема, один з них — I—III ст. н. е. За 300 метрів на північний захід від городища — ґрунтовий могильник зламу II—I ст. до н. е..

## Знахідки

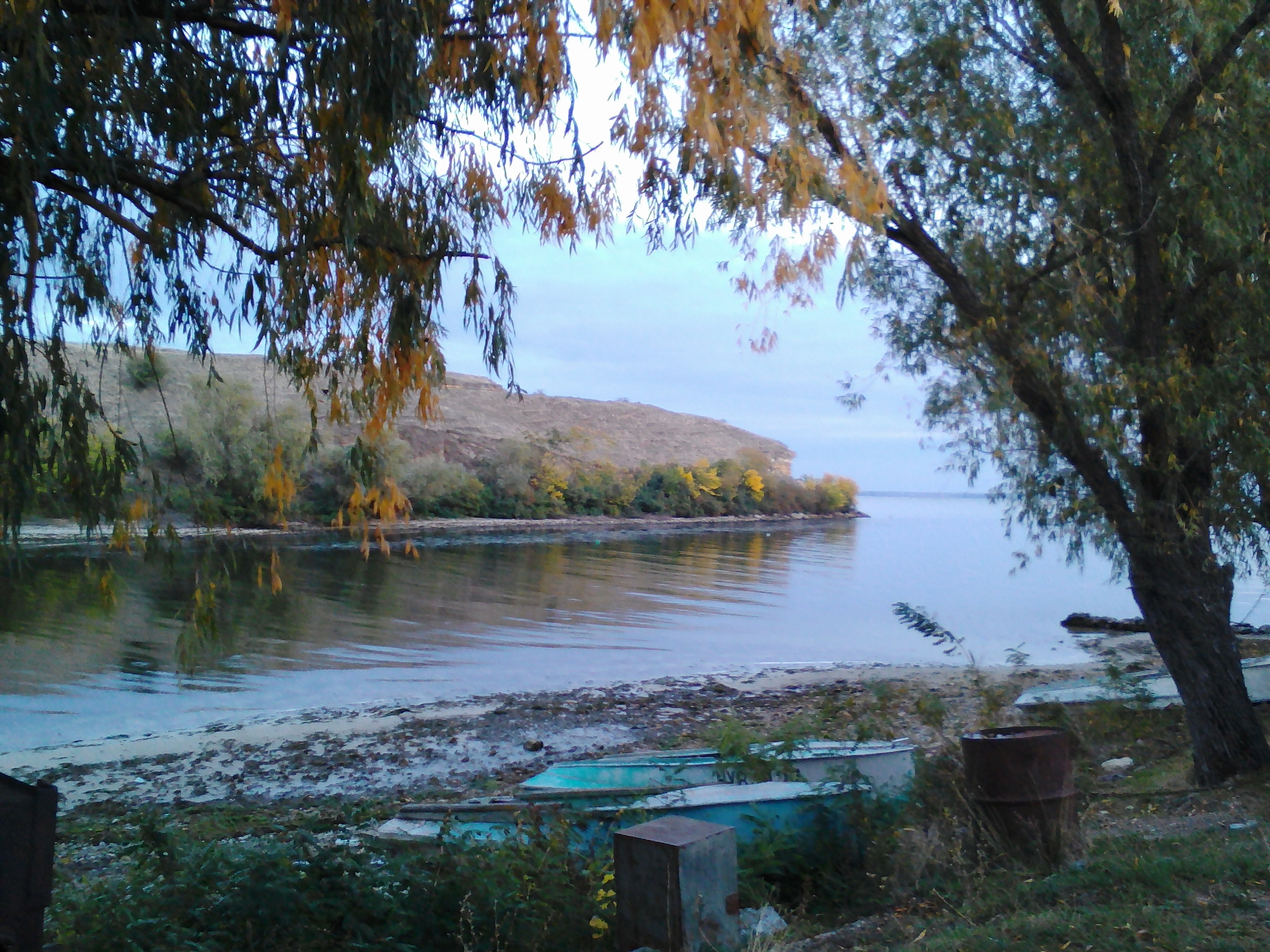
Бізюкове городище

Серед речового матеріалу городища та могильника Червоний Маяк — залізна зброя і кінське спорядження (мечі, вістря стріл та списів, вудила), численна ліпна і гончарна (червоноглиняна і червонолакова) кераміка, бронзові люстра, фібули, браслети, сережки, намистини зі скла і напівкоштовних каменів. Поховальний обряд і начиння датують могили кінцем ІІ ст. до н. е. –  першою половиною III ст. н. е. Окремі комплекси можуть бути датовані IV—V ст. н. е. Археологічний матеріал, знайдений під час розкопок, дає повне уявлення про давню історію регіону та його мешканців за часів Римської імперії.
Як показали дослідження, даний комплекс є єдиною цілком збереженою пам'яткою нижньодніпровського варіанту пізньоскіфської культури в Україні, оскільки саме тут збереглися: городище з акрополем, передмістя та могильник. Кожна складова частина пам'ятки доступна для вивчення.
В парному похованні чоловіка та жінки було покладено залізний ніж, точильний камінь, кремінь і пряжку. В той же час на шиї у жінки були три великих намистини.
Окрім того, були знайдені прикраси та фрагменти ліпного посуду пізньоскіфського часу. А, поблизу селища — кам'яні сокири епохи бронзи, у балці Пропасній — крем'яне вістря стріли і уламок свердленої сокири епохи бронзи, неподалік від селища — три ольвійські монети, на городищі — золота ольвійська монета і римська мідна монета Феодосія Великого (IV ст. н. е.), фрагменти слов'янської кераміки часу Русі.

## Визнання
Постановою Кабінету Міністрів України від 3 вересня 2009 р. № 928 «Про занесення об'єктів культурної спадщини національного значення до Державного реєстру нерухомих пам'яток України» городище «Червономаяцьке» та Червономаяцький могильник були включені до національного реєстру за № 210011-Н.
Наприкінці січня 2018 року Департамент культури, туризму та курортів Херсонської ОДА вийшов з ініціативою до керівництва Херсонської обласної державної адміністрації щодо утворення історико-культурного заповідника «Амадока» у селі Червоний Маяк Бериславського району, де в античні часи знаходилось одне з перших державних утворень скіфів. Планується його створити як комунальне підприємство Херсонської обласної ради. Втім, обласні депутати Херсонщини відправили дане питання на доопрацювання.